# Kokir Gedbano
Pour les articles homonymes, voir Kokir (homonymie).
Kokir Gedbano est un woreda du centre-sud de l'Éthiopie situé dans la zone Gurage. Ce district a 93 408 habitants en 2007 et son centre administratif est Mehal Amba. Il fait partie de la région des nations, nationalités et peuples du Sud jusqu'au transfert de la zone Gurage dans la région Éthiopie du Centre en août 2023.
Anciennement appelé Kokir Gedbano Gutazer, son nom peut s'écrire Kokir Gedbano, Kokir Gedebano ou Kokir Gedabano,.
Son centre administratif, Mehal Amba,, peut aussi s'appeler Kokir.
Limitrophe de la zone Sud-Ouest Shewa de la région Oromia, il fait partie du bassin versant de l'Omo par la rivière Wabe.
Mehal Amba se trouve dans le nord du woreda à 60 km de Welkite,.
| Waliso | Seden Sodo     |        |
| Kebena | Kokir Gedbano  | Meskan |
|        | Muhor Na Aklil |        |

Le recensement national de 2007 fait état pour ce woreda d'une population de 93 408 habitants dont 2 % de citadins.
Outre les 1 394 habitants de Mehal Amba, la population urbaine comprend 464 habitants à Anige.
La plupart des habitants (96 %) sont musulmans tandis que 3,5 % sont orthodoxes.
En 2022, sa population est estimée à 124 073 personnes avec une densité de population de 226 personnes par km2 et 548 km2 de superficie,.